# Estádio dos Arcos
L'Estádio dos Arcos és un estadi polivalent a Vila do Conde, Portugal. S'utilitza principalment per als partits de futbol del club de la Primeira Liga Rio Ave. L'estadi té capacitat per a 12.815 persones i es va construir l'any 1985.